# پول (ترانه پینک فلوید)
پول (به انگلیسی: Money)، ششمین آهنگ از گروه پراگرسیو راک انگلیسی پینک فلوید است که در سال ۱۹۷۳ در آلبوم نیمه تاریک ماه منتشرشد. موسیقی این آهنگ توسط راجر واترز بیسیست گروه نوشته شده‌است و توسط دیوید گیلمور خوانده شده‌است. این آهنگ اولین آهنگ از این آلبوم است که وارد ۲۰ آهنگ داغ بیلبورد می‌شود. آهنگ با صدای سکه و پول آغاز می‌شود که در اثر تکرار یک اثرصوتی است که توسط واترز ساخته شده‌بود، این آهنگ از جهت کسر میزان نامعمول ۴/۴-۷/۴ نیز مورد توجه قرارمی‌گیرد. 
گروه آهنگ را به طور منظم در تورهای ۱۹۷۳ تا ۱۹۷۵ اجرا‌می‌کرد. نسخه بازخوانی شده این آهنگ در آلبوم گردآوری شدهٔ مجموعه‌ای از آهنگ‌های عالی برای رقص قرار گرفته‌است. شعر این آهنگ در فیلم دیوار هم قرار گرفت؛ آنجایی که شخصیت داستان یعنی پینک در کلاس شعری می‌نویسد و معلم شعرش را می‌گیرد و بر همگان آشکار می‌کند و وی را به سُخره می‌گیرد. این آهنگ در سال ۲۰۰۵ و در روزی که اعضای گروه در کنسرت لایو ۸ گرد هم آمدند نیز به اجرا درآمد.

## ویدیو
موزیک ویدیوی آهنگ پول، صحنه‌هایی از راه‌های مختلف برای به‌دست‌آوردن و خرج‌کردن پول را نشان می‌دهد و شامل نماهای بسته‌ای از چرخش سکه هم می‌باشد.

## نمودار فروش
| نمودار (۱۹۷۳)          | مکان |
| ---------------------- | ---- |
| ۱۰۰ آهنگ داغ بیلبورد   | ۱۳   |
| نمودار (۱۹۸۱)          | مکان |
| آهنگ‌های داغ راک آمریکا | ۳۷   |

## مشارکت‌کنندگان این آهنگ
- دیوید گیلمور – خواننده، گیتار
- ریچارد رایت – پیانو
- نیک میسن – پرکاشن
- راجر واترز – گیتار بیس، شعر، موزیک
- دیک پری - ساکسوفون